# Michael Parenti

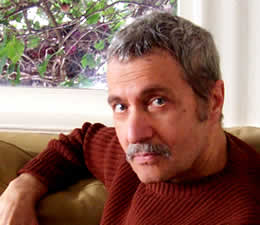
Michael Parenti

Michael Parenti (1933) is een Amerikaans politicoloog, historicus en activist. Als politicoloog analyseert hij het Amerikaans imperium, het kapitalisme, de Staat, en de rol van de democratie als legitimatie van de kapitalistische staat.
Parenti ontving zijn doctoraat in de Politicologie aan de Yale-universiteit en gaf les op diverse universiteiten, hogescholen, en andere educatieve instellingen. Hij is auteur van bijna 20 boeken, en heeft meer dan 250 artikelen (2006) geschreven, gepubliceerd in onder andere diverse academische publicaties en tijdschriften. Zijn boeken zijn vertaald in ongeveer een dozijn talen. Hij gaf ook lezingen op universiteitscampussen in de Verenigde Staten, en zijn speeches en commentaar werden uitgezonden door heel het land en over de rest van de wereld. The Assassination of Julius Caesar, A People's History of Ancient Rome, een boek uit 2003 werd genomineerd voor de Pulitzerprijs.

## Linksige klaagzang vs. radicale analyse
Parenti maakt onderscheid tussen het begrip "linksige klaagzang" (liberal complaint) en "radicale analyse" (radical analysis). Het eerste begrip, een linksige klaagzang, duidt op het betreuren van de handelwijze van de kapitalistische staat in het bijzonder, en het Amerikaanse imperium in het algemeen. Vaak gaat dit gepaard met het uiten van verbazing over de incompetentie en "stompzinnigheid" van het buitenlands beleid van de VS. Is het niet treurig dat de VS nou juist dictators overal ter wereld in het zadel helpt? En is het niet treurig dat de VS altijd zo vreselijk faalt bij het exporteren van de "democratie" overal ter wereld?
Het tweede begrip, de radicale analyse, maakt gebruik van een andere invalshoek. Hier wordt de vraag gesteld waarom dit beleid zo consistent ten voordele van de heersende kapitalistische uitbuiting van arbeid, land, grondstoffen en markten is.

## De functie van de kapitalistische staat
Met deze analyse concludeert Parenti dat het de functie van de kapitalistische staat is om de oppermacht van kapitaalaccumulatie boven elk ander recht wereldwijd te verspreiden. In zijn boek Against Empire (in het Nederlands vertaald als Het vierde rijk) laat Parenti zien hoe het Amerikaanse rijk wereldwijd streeft naar de grootst mogelijke winst voor Anglo-Amerikaanse corporaties, ten koste van de democratie indien nodig, en als het moet door middel van militaire interventie in landen als Vietnam, Laos, Angola, Nicaragua, Grenada, Honduras, Chili, Colombia, Somalië, Irak, Iran, Griekenland, Joegoslavië, Argentinië, Guatemala, enz. De consequente overeenkomst tussen al deze militaire interventies, of CIA-manipulatie, is dat in alle gevallen de onbeperkte toegang in deze landen voor het geglobaliseerde kapitaal ermee wordt gediend. De doelstelling van het Amerikaanse rijk is, in Parenti's analyse, de wereldwijde overheersing van het "vrije markt"-kapitalisme. 

## Vrije markt en democratie
In Parenti's analyse is deze vrije markt slechts een opvolger van het koloniale imperialisme dat voorafging aan het Amerikaanse rijk. Het unieke kenmerk van het Amerikaanse imperium is echter de rol van de democratie als legitimerend excuus voor het imperialisme en de ongezoals ëvenaarde kwaliteit van de propaganda in de Amerikaanse republiek, waar de democratie geheel in handen is van een handvol corporaties die de publieke opinie vormgeven, met zeer "calorie-arme" berichtgeving.